# Matutuíne (Distrikt)

Lage des Distrikts in Mosambik

Matutuíne ist ein Distrikt der Provinz Maputo in Mosambik mit Verwaltungssitz in der Kleinstadt Bela Vista. Sein Gebiet grenzt im Süden an die Republik Südafrika, im Westen an die Distrikte Namaacha und Boane und das Königreich Eswatini sowie im Norden an die Stadtprovinz Maputo. Im Osten befindet sich der Indische Ozean.

## Bevölkerung
Der Distrikt Matutuíne ist 5.387 Quadratkilometer groß und hatte 2005 eine Einwohnerzahl von 52.703 Menschen, die einer Bevölkerungsdichte von 10 Personen pro Quadratkilometer entspricht. Im Vergleich zur Volkszählung 1997 – damals lebten im Distrikt Matutuíne 35.161 Menschen – ist die Einwohnerzahl um 49 Prozent gestiegen. Die Bevölkerung ist im Durchschnitt sehr jung, etwa 39 Prozent aller Einwohner sind unter 15 Jahren, deren Lebenssituationen mehrheitlich ländlich geprägt; etwa 7 Prozent wohnen in urbanisierten Umgebungen.

## Einrichtungen und Dienstleistungen
Im Distrikt Matutuíne befinden sich 75 Schulen, davon sind 53 Grundschulen (escolas do ensino primário). Es gibt 19 Gesundheitsstützpunkte für die medizinische Versorgung der Bevölkerung des Distrikts.
Obwohl die Verwaltung des Distrikts im Ort Bela Vista sitzt, liegt das wirtschaftliche Zentrum des Distrikts im Badeort Ponta de Ouro an der mosambikanisch-südafrikanischen Grenze. Dort befindet sich unter anderem eine Filiale der staatliche Correios de Moçambique sowie eine Filiale der mosambikanischen Bank Banco BCI.

## Verwaltungsgliederung
Der Distrikt Matutuíne ist in fünf Verwaltungsposten (postos administrativos) gegliedert:
- Missevene mit der Distrikthauptstadt Bela Vista sowie den Ortschaften Madjuva, Missevene, Salamanga und Tinonganine
- Catembe-Nsime mit den Ortschaften Mungazine und Nsime
- Catuane mit den Ortschaften Phazuimane (Catuane) und Manhangane
- Machangulo mit den Ortschaften Ndelane und Nhonguane (Santa Maria)
- und Zitundo mit den Ortschaften Manhoca, Zitundo und Ponta do Ouro

Im Gegensatz zu den Distrikten Boane, Manhiça, Matola und Namaacha ist der Distrikt Magude kein Munizip (município), sodass dieser nur über sehr beschränkte Selbstverwaltungsrechte verfügt.

## Verkehr

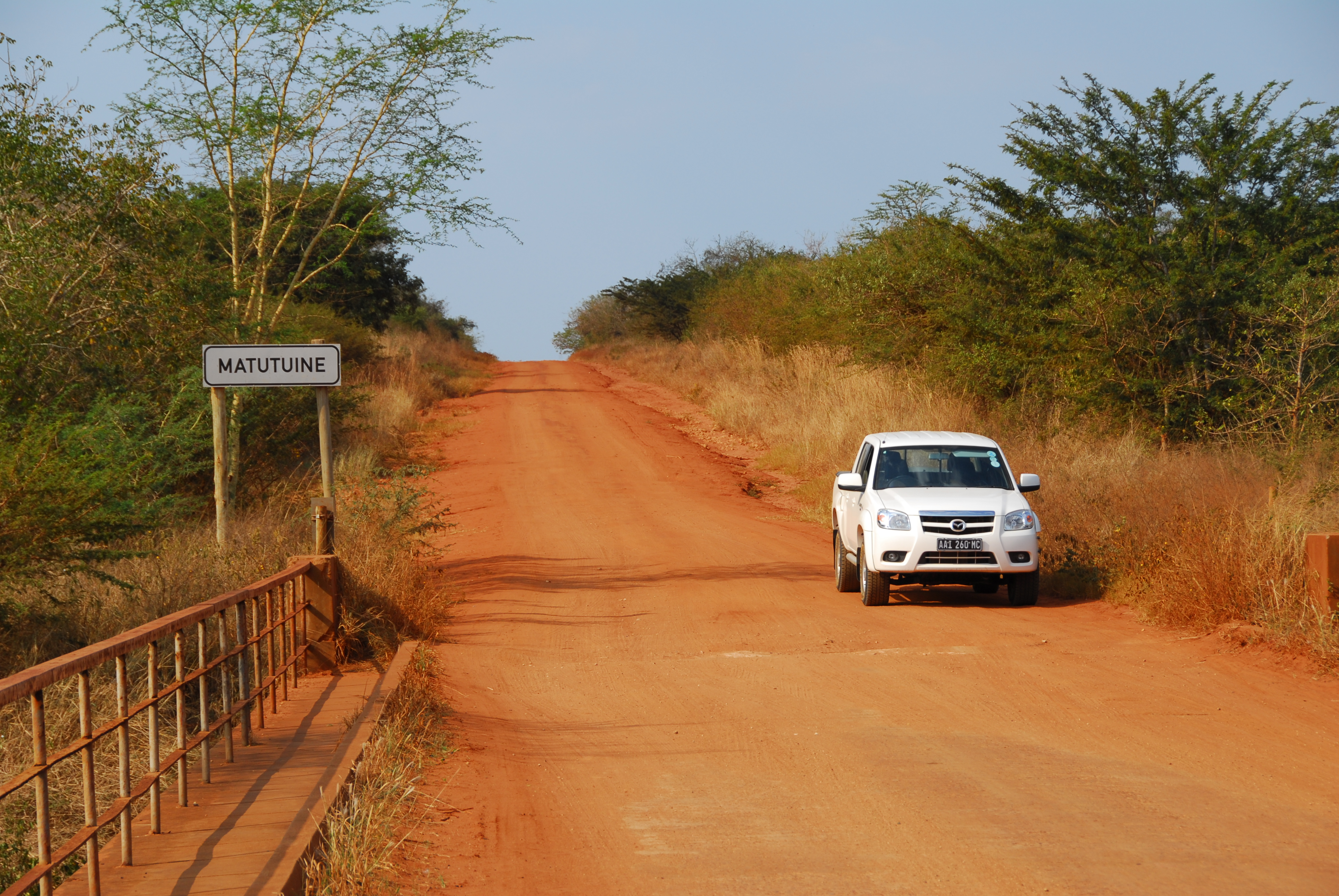
Sandstraße auf dem Weg von Maputo nach Ponta do Ouro

Obwohl der Distrikt Matutuíne an zwei Staaten grenzt und der wirtschaftlich und touristisch bedeutende Ort Ponta do Ouro auf dem Gebiet liegt, sind die Verkehrswege bisher nicht ausgebaut. Im Rahmen des Baus der Brücke zwischen Catembe und Maputo soll die Sandstraße zwischen Ponta do Ouro und Catembe asphaltiert werden und die Reisezeit von vier auf etwa eine Stunde verkürzen. Auch die Verbindung zum Grenzübergang Kosi Bay nach Südafrika besteht lediglich aus Sandstraßen.
In Ponta do Ouro befindet sich ein Flugplatz für Kleinflugzeuge.